# Harum Scarum (Joe Gideon & The Shark)
Harum Scarum è l'album d'esordio del gruppo alternative rock britannico Joe Gideon & The Shark, pubblicato il 9 marzo 2009 dall'etichetta Bronzerat Records.
Il disco è stato registrato nel 2008 allo Yew Tree Farm Studios di Nottingham per poi essere mixato ai Mark Angelo Studios e masterizzato presso The Exchange a Londra. L'uscita è stata anticipata dal 7" DOL / Harum Scarum uscito a fine 2008. 

## Il disco
L'album ha una forte impronta blues, con tracce di punk, ed è composto da nove tracce in cui Gideon declama i suoi testi con tono da crooner accompagnato dalla sorella Viva al basso e alla batteria, che contribuisce anche con le voci di supporto. Il disco è stato paragonato ai lavori di White Stripes e Black Keys, distinguendosi però per una maggiore qualità dei testi e originalità del suono.

## Tracce
1. Harum Scarum – 4:14
2. Civilization – 5:06
3. DOL – 3:52
4. Kathy Ray – 6:35
5. Johan Was a Painter and an Arsonist – 5:27
6. Hide and Seek – 3:33
7. True Nature – 4:35
8. Anything You Love That Much You Will See Again – 7:40
9. Pale Dot Blue – 4:55